# ونویک
ونویک (به لاتین: Vanovice) یک ناحیه در جمهوری چک است که در Blansko District واقع شده‌است.

## خصوصیات
ونویک ۱۲٫۱۵ کیلومترمربع مساحت و ۵۳۱ نفر جمعیت دارد و ۴۳۰ متر بالاتر از سطح دریا واقع شده‌است.